# Terafront Farmatech
Terafront Farmatech es una empresa semipública de innovación farmacéutica española. Impulsada por el Ministerio de Ciencia, Innovación y Universidades español, en colaboración con las compañías privadas Rovi e Insud Pharma (Grupo Insud), fue lanzada en 2024 con la intención de promover el desarrollo de medicamentos, terapias y tecnologías avanzadas, innovadoras o emergentes en el ámbito sanitario. 

## Historia
El Ministerio de Ciencia, Innovación y Universidades español, a través de la empresa pública Innvierte Economía Sostenible, en colaboración con las compañías privadas Laboratorios Rovi e Insud Pharma (Grupo Insud), impulsó un proyecto para la fabricación, autorización y comercialización de medicamentos, terapias y tecnologías avanzadas, innovadoras o emergentes en el ámbito de la salud. A través de Innvierte, cuyo promotor y único accionista es el Centro para el Desarrollo Tecnológico y la Innovación (Cdti), el ministerio español busca estrechar lazos con los laboratorios farmacéuticos para la consecución de nuevos fármacos de última generación. 
En julio de 2014 la Comisión Nacional de los Mercados y la Competencia (CNMC) registró la notificación y dio su visto bueno. 

#### Consejo de administración
El consejo de administración de la farmacéutica nace con la presidencia de Insud Pharma, siendo consejeros la sociedad pública Innvierte Economía Sostenible y los Laboratorios Rovi, en la persona de su presidente y CEO, Juan López-Belmonte. 
Tiene su domicilio social en las instalaciones de Laboratorios Rovi en la calle Julián Camarillo, en Madrid.